# كأس رابطة الدول المستقلة 1995
كأس رابطة الدول المستقلة 1995 هو موسم من كأس رابطة الدول المستقلة. شارك فيه  16 فريقاً، وفاز فيه سبارتاك موسكو.